# Liste der Baudenkmale in Woltersburg
In der Liste der Baudenkmale in Woltersburg sind die Baudenkmale des niedersächsischen Ortes Woltersburg aufgelistet. Dies ist ein Teil der Liste der Baudenkmale in Uelzen. Der Stand der Liste ist der 22. November 2021.
Die Quelle der  IDs und der Beschreibungen ist der Denkmalatlas Niedersachsen.

## Woltersburg
Woltersburg befindet sich nordöstlich von Uelzen, am östlichen Rand der Wipperauniederung.

### Einzeldenkmal
| Lage                                        | Bezeichnung                                                 | Beschreibung | ID                              | Bild |
| ------------------------------------------- | ----------------------------------------------------------- | --- | ------------------------------- | ---- |
| Woltersburg 10 52° 59′ 14″ N, 10° 36′ 40″ O | Wohnhaus                                                    | Das Wohnhaus wurde um 1910 erbaut. Es ist ein Ziegelbau mit einem Krüppelwalmdach. Die Fassade prägt ein Mittelrisalit mit Zwerchhaus, hier befindet sich der Eingang mit einer Freitreppe. Die Fenster haben auffallende Umrandungen. | 31010957                        | BW   |
| 52° 58′ 56″ N, 10° 36′ 47″ O                | Reste des Ringwalls mit Graben, mittelalterliche Wallanlage | Von der mittelalterlichen Wallanlage Burg Woltersburg sind noch Spuren im Gelände südlich Woltersburg erkennbar. Hier wird der Sitz des Adelsgeschlechts von Boldensen vermutet.                                                       | 31010975/1/-/ 31005884 31010975 | BW   |